# Daddio
Daddio är en amerikansk dramafilm som premiärvisades på Telluride Film Festival den 1 september 2023. Filmen är regisserad av Christy Hall, som även skrivit filmens manus. Filmen hade biopremiär i USA den 28 juni 2024.

## Handling
Filmen kretsar kring en kvinna som tar en taxi från flygplatsen och inleder ett samtal med den betydligt äldre taxichauffören om de viktiga relationerna i deras liv.

## Rollista (i urval)
- Dakota Johnson – Girlie
- Sean Penn – Clark